# Zorro le renard
Pour plus de détails, voir Fiche technique et Distribution.
Zorro le renard (El Zorro ou Zorro, la volpe) est un film italien réalisé par Guido Zurli en 1968.

## Synopsis
L’envoyé du gouverneur, représentant de la cour d’Espagne, escorté par des soldats, se rend dans la province Mexicaine la « plus pauvre » des colonies pour enquêter, se doutant que l’alcade de la région détourne une partie des fonds. Mais le groupe tombe dans une embuscade et tous les hommes sont massacrés. Les bandits font croire que l'attaque a été perpétrée par Zorro.
Il est dévoilé que l’Alcade de Santa Maria del Consuelo n’est que l’homme de paille de Don Pedro, capitaine de l’armée locale. Les taxes levées par l’Alcade permettent de financer Don Pedro et plus particulièrement sa chasse pour capturer le bandit Zorro. Il s’avère que Don Pedro s’est allié avec l’Alcade de San Juan. Leur but est de fusionner les deux régions et d’en prendre le contrôle : l’un à la tête du parti politique, seul et unique Alcade ; l’autre à la tête de l’armée, seul commandant militaire. La région serait alors suffisamment grande et puissante pour annoncer son indépendance.
Au même moment, le journaliste américain John Gardner arrive dans la région pour se renseigner sur le mystérieux Zorro. Il fait la connaissance de Don Diego di Alcantara, jeune noble et érudit, plus intéressé par courtiser les femmes de la ville que de se mêler aux questions politiques.
Mais Zorro veille. S'opposant aux oppresseurs et protégeant le peuple, il est bien déterminé à faire éclater la vérité.

## Fiche technique
- Titre original : El Zorro
- Titre français : Zorro le renard
- Titre anglais ou international : Zorro the Fox
- Réalisation : Guido Zurli
- Scénario : Guido Leoni, Ambrogio Molteni, Angelo Sangermano, Giuliano Simonetti, Guido Zurli
- Décors : Aldo Marini[2]
- Photographie : Franco Delli Colli[2]
- Montage : Romeo Ciatti[2]
- Musique : Gino Peguri
- Directeur de production : Umberto Borsato, Giuliano Simonetti[2]
- Production : Marino Carpano
- Société(s) de production : Magic Films
- Société(s) de distribution : Cosmopolis Films, Les Films Marbeuf
- Pays d’origine :  Italie
- Langue originale : italien
- Format : couleur (Eastmancolor) — 35 mm — son Mono
- Genre : aventure, western
- Durée : 89 minutes
- Dates de sortie :
  - Italie : 17 novembre 1968
  - France : 13 février 1974

## Distribution
- George Ardisson (VF : Jacques Torrens) : Don Diego di Alcantara / Zorro
- Giacomo Rossi Stuart : Don Pedro
- Femi Benussi   : Doña Isabella
- Ignazio Spalla : Sergent Gomez
- Paolo Todisco : John Gardner, journaliste
- Consalvo Dell'Arti : Don Gil, père d'Isabella
- Andrea Scotti : Padre Eusebio (le père Eusèbe)
- Andrea Fantasia : Don Carlos de Altamura
- Riccardo Pizzuti
- Gianni Pulone
- Gustavo D'Arpe : Don Alonzo Ibañez, l'alcade
- Gippo Leone
- Grazia Fei : Doña Inès
- Aldo Marianecci : Garcia Rodriguez, paysan
- Spartaco Battisti
- Gualtiero Rispoli : fossoyeur
- Evar Maran